# Orchestra Sinfonica Radiofonica Olandese
L'Orchestra Sinfonica Radiofonica Olandese (OSRO) era un'orchestra radiofonica olandese. Fu fondata nel 1985, dopo una fusione dell'Orchestra Promenade e dell'Orchestra della Radio (Omroep Orkest).

## Storia
L'orchestra partecipò a diverse produzioni operistiche ed a progetti musicali speciali nonché competizioni internazionali. Ha funzionato anche come orchestra regolare per accompagnare i corsi di perfezionamento in Direzione orchestrale di Kiril Kondrashin, il Concorso Oscar ed il Concorso Internazionale per Vocalisti. L'orchestra è apparsa al Festival d'Olanda, alla Settimana Gaudeamus e in diversi progetti educativi.
Direttori principali della OSRO sono stati Kenneth Montgomery (1985-1989), Henry Lewis (1989-1991), Kees Bakels (1991-1996) ed Eri Klas (1996-2003). Klas divenne Direttore Ospite Principale nella stagione 2003-2004. Hans Vonk ebbe la nomina di Direttore Principale nella stagione 2003-2004, ultimo direttore principale dell'orchestra. La malattia neurodegenerativa di Vonk lo aveva debilitato al punto che diresse numerosi concerti della OSRO da una sedia a rotelle. Altri direttori ospiti sono stati Jiří Kout, János Fürst, Stanisław Skrowaczewski, Jaap van Zweden, ed Alexander Lazarev ed inoltre Marc Soustrot, Armin Jordan e Jean-Bernard Pommier.
La OSRO era anche servita come orchestra d'opera per un certo numero di produzioni liriche, tra cui Aleko di Rachmaninoff, Die tote Stadt di Erich Wolfgang Korngold, e diverse opere di Gaetano Donizetti. Ha anche suonato nella prima olandese del Tri Sestri (Tre Sorelle) di Peter Eötvös, in una co-produzione con l'Olanda Touring Opera Company.
Nel 2005, l'OSRO fu sciolta e le sue funzioni furono assorbite dalla Netherlands Radio Philharmonic e dalla Netherlands Radio Chamber Philharmonic.
L'ultimo concerto della OSRO ebbe luogo il 7 luglio 2005.

## Direttori principali
- Kenneth Montgomery (1985-1989)
- Henry Lewis (1989-1991)
- Kees Bakels (1991-1996)
- Eri Klas (1996-2003)
- Hans Vonk (2003-2004)